# Eregraad
Een eregraad is een vrijmetselaarsgraad die binnen een bepaalde vrijmetselaarsritus enkel wordt verleend aan leden van een maçonnieke grootmacht, wegens bijzondere verdiensten aan deze grootmacht of aan de vrijmetselarij.